# Años 670 a. C.
Los años 670 antes de Cristo transcurrieron entre los años 669 a. C. y 670 a. C. 

## Acontecimientos
- 677 a. C.: Asarhaddón dirigen el ejército asirio contra las rebeldes tribus árabes, llega hasta el límite con Egipto.
- 676 a. C.: en China, Zhou Hui Wang se convierte en rey de la dinastía Zhou.
- 675 a. C.: Asarhaddón comienza la reconstrucción de Babilonia
- 674 a. C.: Asarhaddón aplasta una revuelta en Ascalón apoyada por Taharqa, rey de Egipto. En respuesta, los asirios invaden Egipto, pero Taharqa es capaz de resistir a los invasores.
- 673 a. C.: en la aldea de Roma Tulio Hostilio se convierte en el tercer rey.
- 671 a. C.: Asarhaddón invade de nuevo Egipto, capturando Menfis así como a parte de la familia real.

## Personas destacadas
- Asarhaddón, rey de Asiria y conquistador de Egipto (reinó entre el 681 y el 669 a. C.).
- Argeo I, que accedió al reinado en Macedonia con la muerte de su padre; reinó desde el 678 hasta alrededor del 640 a. C.

## Nacimientos
- 670 a. C.: Argantonio, último rey de Tartessos y único del que se tienen referencias (Heródoto, Plinio).

## Fallecimientos
- 678 a. C.: fecha aproximada de la muerte de Pérdicas I, rey de Macedonia
- 673 a. C.: Numa Pompilio, segundo de los Reyes de Roma, sucesor de Rómulo
- 670 a. C.: Mecio Fufecio, rey latino de Alba Longa